# Igor Divejev
Igor Sergejevitj Divejev, född 27 september 1999, är en rysk fotbollsspelare som spelar för CSKA Moskva. Han representerar även det ryska landslaget.